# Phyllium brevipenne
Phyllium brevipenne är en insektsart som beskrevs av Detlef Grösser 1992. Phyllium brevipenne ingår i släktet Phyllium och familjen Phylliidae. Inga underarter finns listade i Catalogue of Life.